# Phengaris atroguttata
Phengaris atroguttata is een vlinder uit de familie van de Lycaenidae. De wetenschappelijke naam van de soort is voor het eerst geldig gepubliceerd in 1876 door Oberthür.